# Urban Lennartsson
Nils Urban Lennartsson, född 2 maj 1962 i Stockholm, Sverige, är en volleybollspelare. Han spelade 285 landskamper med landslaget. 
Lennartsson var med i laget som tog silver vid  EM 1989 och deltog vid OS 1988 och VM 1990. Förutom spel med Lidingö SK (med vilka han vann två SM-guld) var han var proffs med VC Helios Zonhoven i Belgien.